# Лінево
Лінево (пол. Liniewo, нім. Lienfelde) — село в Польщі, у гміні Лінево Косьцерського повіту Поморського воєводства.
Населення — 1156 осіб (2011).

## Демографія
Демографічна структура станом на 31 березня 2011 року:
|          | Загалом | Допрацездатний вік | Працездатний вік | Постпрацездатний вік |
| -------- | ------- | ------------------ | ---------------- | -------------------- |
| Чоловіки | 563     | 122                | 389              | 52                   |
| Жінки    | 593     | 141                | 353              | 99                   |
| Разом    | 1156    | 263                | 742              | 151                  |